# Caridad
Caridad é uma cidade hondurenha do departamento de Valle. Em 2013 sua população era de 3.927 pessoas